# Christian Rovsing
 Der er flere personer med dette navn, se Christian Rovsing (læge).
Christian Foldberg Rovsing (født 2. november 1936 i Rødovre) er en dansk ingeniør, erhvervsmand og medlem af Europa-Parlamentet for det Konservative Folkeparti 1989-2004 og 2007-2009.

## Professionel karriere
Christian Rovsing blev cand. polyt. fra DTH i 1961 og arbejdede derefter for IBM i Sverige, USA og Frankrig 1961-63. I 1963 oprettede han firmaet Christian Rovsing A/S i sine forældres kælder og var direktør for det til dets konkurs i 1984. Herefter oprettede han firmaet Chr. F. Rovsing A/S, der specialiserede sig i datakommunikation, EDB-systemer og elektronik på rumfartsområdet. Firmaet, der 1981 havde 600 ansatte, har leveret udstyr til den amerikanske rumfartsadministration NASA og den europæiske rumorganisation ESA. Et datterselskab er grundlagt i Californien. R. er desuden direktør for Advanced Computing Center A/S. – R.s firma har vist sig konkurrencedygtigt på verdensplan, fx vandt det 1975 kontrakten om udviklingen af et system til behandling og arkivering af data fra vejrsatellitten Meteosat hvilket blev begyndelsen til firmaets CR 80 computer . Indtil 1981 solgt i mere end 500 eksemplarer. I 1984 gik Christian Rovsing A/S konkurs; R. fortsatte som direktør for firmaet Chr. F. Rovsing. 1989-92 var han desuden direktør for Mobicom A/S og 1994-2000 bestyrelsesformand for Danionics A/S, som han er medstifter af, og fra 1998 formand for Rovsing Management A/S. 
R. var medlem af bestyrelsen for Dansk automationsselskab 1970–74 og af Dansk databehandlingsforening fra 1970, 1975-87 formand, fra 1974 medlem af Eurospace Council (Paris), af EDB-rådets bestyrelse 1976-85 og af registerrådet 1979-97. R. har udgivet publikationer om elektronik og databehandling og har været sagkyndig formidler i TV vedrørende rumfartsteknologi. Han fik Dansk arbejdes initiativdiplom 1975 og Merkonomprisen 1981. Han blev medlem af Akademiet for de tekniske videnskaber 1970. R. har bl.a. modtaget Teknologiprisen 1982, IEEE Centennial Medal 1984 og blev udnævnt til Årets æreshåndværker 1984. 
Han blev omkring 1970 kendt som rumfartsekspert i tv under månelandingerne. Han blev tildelt Teknologiprisen i 1982 og IEEE Centennial Medal i 1984. Christian Rovsing er desuden protektor for Experimenterende Danske Radioamatører og æresmedlem af Dansk Selskab for Rumfartsforskning.

## Politisk karriere
Rovsing er født og opvokset i Rødovre og var 1966-72 medlem af Rødovre kommunalbestyrelse og sad  1974-78 i Københavns Amtsråd, begge steder valgt for det Konservative Folkeparti.
Efter nogle år uden for politik bl.a. som suppleant til Folketinget i 1987-90 blev han i 1989 valgt til Europa-Parlamentet, hvor han sad til 2004. Ved valget i 2004 blev han valgt som suppleant for Gitte Seeberg og trådte til, da hun i november 2007 blev valgt til Folketinget. I Europaparlamentet var han medlem af udenrigsudvalget og delegationen for forbindelserne med Golfstaterne, herunder Yemen. Han var også medlem af energi- og forskningsudvalget.